# Geoffrey Sserunkuma
Geoffrey Sserunkuma (Kampala, 7 de junho de 1983) é um futebolista profissional ugandense que atua como atacante.

## Carreira
Geoffrey Sserunkuma representou o elenco da Seleção Ugandense de Futebol no Campeonato Africano das Nações de 2017.